# 223-я бомбардировочная авиационная дивизия
223-я бомбардировочная авиационная дивизия — авиационная бомбардировочная  дивизия Вооружённых Сил СССР в Великой Отечественной войне, преобразована в 4-ю гвардейскую бомбардировочную авиационную дивизию

## История
Ведёт свою историю от 223-й ближнебомбардировочной авиационной дивизии, созданной 18 мая 1942 года на базе 7-й ударной авиагруппы.
27 июня 1943 года 223-я ближнебомбардировочная авиационная дивизия преобразована в 223-ю бомбардировочную авиационную дивизию.

### Боевой путь
В составе действующей армии:
С 18 мая 1942 года по 21 октября 1942 года. 
С 1 декабря 1942 года по 27 июня 1943 года.
В конце ноября 1942 дивизия в составе 2-го бомбардировочного авиационного корпуса вливается в состав 16-й воздушной армии, сосредотачивается на аэродромах в районе Сталинграда.
С 30 ноября 1942 года дивизия принимает участие в контрнаступлении советских войск под Сталинградом, а затем в блокаде окружённой группировки противника.
С 10 января 1943 года части дивизии принимают участие в операции войск Донского фронта по ликвидации окружённой группировки противника. Планом операции намечалось в ночь на 10 января действиями ночных бомбардировщиков нарушить управление вражескими войсками. Затем следовали мощные удары  2-го бомбардировочного авиационного корпуса и 228-й шад. Одновременно предполагалось истребителями 220-й иад заблокировать аэродромы, находящиеся в кольце окружения, а в течение дня силами дневных бомбардировщиков и штурмовиков расстроить возможные контратаки и не допустить подхода резервов. Эти действия надёжно обеспечивались истребителями и воздушной разведкой.
2 февраля 1943 г. с остатками вражеской группировки было покончено
Приказом НКО № 207 от 4 мая 1943 года 10-му Краснознамённому скоростному бомбардировочному полку присвоено почётное наименование «Ленинградский»

3 сентября 1943 года 223-я бомбардировочная авиационная дивизия за успешно проведённые боевые действия в Спас-Деменской операции, преобразована Приказом НКО СССР № 265 в 4-ю гвардейскую бомбардировочную авиационную дивизию.
4-я гвардейская бомбардировочная авиационная Борисовская Краснознамённая дивизия закончила войну в составе 5-го гвардейского бомбардировочного авиационного Витебского корпуса 15-й воздушной армии, Ленинградского фронта блокируя Курляндскую группировку противника.

## Состав дивизии
- 24-й скоростной бомбардировочный авиационный полк – с 18 мая 1942 года по 13 сентября 1942 года.
- 138-й бомбардировочный авиационный полк – с 18 мая 1942 года по 21 октября 1942 года. Расформирован.
- 213-й скоростной бомбардировочный авиационный полк – с 18 мая 1942 года по 21 июня 1942 года. Расформирован.
- 723-й ближнебомбардировочный авиационный полк – с 18 мая 1942 года по 3 сентября 1942 года.
- 50 скоростной бомбардировочный авиационный полк – с 12 июня 1942 года по 17 ноября 1942 года. Преобразован в 50-й отдельный разведывательный авиационный полк.
- 190-й штурмовой авиационный полк[1] - с 18 мая по 30 августа 1942 года. Передан в состав 214-й штурмовой авиадивизии.
- 209-й ближнебомбардировочный авиационный полк – с 16 июля 1942 года по 12 сентября 1942 года. Расформирован.
- 224-й ближнебомбардировочный авиационный полк – с 11 октября 1942 года по 27 июня 1943 года. Убыл в состав 223-й бомбардировочной авиационной дивизии.
- 10-й Краснознамённый скоростной бомбардировочный авиационный полк – с 21 октября 1942 года по 27 июня 1943 года. Убыл в состав 223-й бомбардировочной авиационной дивизии.
- 99-й ближнебомбардировочный авиационный полк – с 1 декабря 1942 года по ? мая 1943 года. Убыл в состав 301-й бомбардировочной авиационной дивизии.
- 587-й ближнебомбардировочный авиационный полк – с 15 апреля 1943 года по 27 июня 1943 года. Убыл в состав 223-й бомбардировочной авиационной дивизии.

## Подчинение
- С 18 мая 1942 года по 9 июля 1942 года – в составе 2-й воздушной армии Брянского фронта.
- С 9 июля 1942 года по 21 октября 1942 года – в составе 2-й воздушной армии Воронежского Фронта.
- С 21 октября 1942 года по 1 декабря 1942 года – в составе Резерва Верховного Главного Командования.
- С 1 декабря 1942 года по 15 февраля 1943 года – в составе 16-й воздушной армии Донского Фронта.
- С 15 февраля 1943 года по ? марта 1943 года – в составе 16-й воздушной армии Центрального Фронта.
- С ? марта 1943 года по ? апреля 1943 года – в составе 2-й воздушной армии Воронежского Фронта.
- С ? апреля 1943 года по 27 июня 1943 года – в составе 4-й воздушной армии Северо-Кавказского Фронта.
- С 11 октября 1942 года по 27 июня 1943 года – в составе 2-го бомбардировочного авиационного корпуса.

## Дивизией командовали
- подполковник Косенко, Иван Константинович с 18 мая 1942 по 15 июня 1942
- полковник Юзеев, Леонид Николаевич с 16 июня 1942 по 24 мая 1943
- генерал-майор авиации Котляр, Феодосий Порфирьевич с 25 мая 1943 по 9 мая 1945

## Отличившиеся воины
Герои Советского Союза:
- Кострикин, Афанасий Георгиевич, майор, штурман 224-го ближнего бомбардировочного авиационного полка 223-й бомбардировочной авиационной дивизии. Золотая Звезда № 1127.
- Крупин, Андрей Петрович, капитан, штурман эскадрильи 99-го бомбардировочного авиационного полка 223-й бомбардировочной авиационной дивизии. Золотая Звезда № 1027.
- Туриков, Алексей Митрофанович, капитан, штурман эскадрильи 99-го ближнего бомбардировочного авиационного полка 223-й ближней бомбардировочной авиационной дивизии. Золотая Звезда № 1028.